# فیات دونا

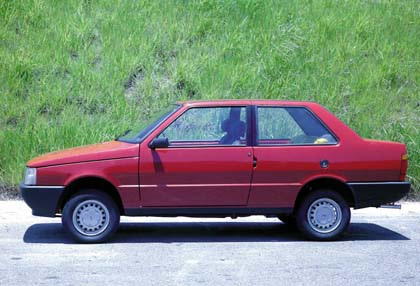
اولین مدل دو درب

فیات دونا (Fiat Duna) خودرویی است که در سال‌های ۱۹۸۷ تا ۲۰۰۲در برزیل و آرژانتین تولید شده‌است. 
این خودرو در کلاس سوپرمینی قرار گرفته، است. 